# Elena Ballerini
Elena Ballerini, pseudonimo di Elena Pappalardo (Genova, 21 febbraio 1984), è una conduttrice televisiva italiana.

## Biografia
Nasce a Genova il 21 febbraio 1984. Vive la sua infanzia e adolescenza a Loano (SV), pur avendo frequenti contatti con Roma a causa del lavoro di suo padre, l'avvocato Alberto Pappalardo, scomparso prematuramente quando Elena aveva 18 anni. Viene avvicinata al mondo artistico dalla madre Marina, che da giovane era stata una musicista. Fin da bambina ha studiato canto, recitazione e scrittura, che l'ha vista finalista di numerosi concorsi letterari. A 16 anni inizia a studiare musica jazz, soul e si avvicina al mondo del musical iniziando ad esibirsi nei teatri interpretando Il Fantasma dell'Opera, Cats ed Evita. Studia prima al liceo scientifico Giordano Bruno di Albenga (SV) e prosegue il percorso di formazione universitaria conseguendo una laurea in scienze giuridiche presso l'Università degli Studi di Genova con tesi in diritto privato. Durante gli anni dell'università parallelamente continua lo studio della musica e studia recitazione e dizione.
Le prime apparizioni televisive risalgono al 2011, in qualità di cantautrice, alla trasmissione La terra delle meraviglie, in onda su Rai 2, ed il videoclip di una canzone da lei interpretata e scritta, dal titolo Scacco Matto, viene trasmesso all'interno della trasmissione di Rai 1 Note, dedicata ai fenomeni emergenti.
L'esordio vero e proprio risale al 2012, quando viene scelta come inviata per la trasmissione La TV Ribelle, magazine quotidiano dedicato ai ragazzi, in onda su Rai Gulp. Sempre su Rai Gulp, nel 2013 conduce la prima edizione del programma Gulp cinema, magazine settimanale di cinema e teatro dedicato ai ragazzi e ai giovanissimi, in onda il pomeriggio sulla rete di Rai Gulp. Nello stesso anno esordisce come attrice con un piccolo ruolo nella miniserie televisiva Un matrimonio, diretta da Pupi Avati. 
Nell'estate del 2013 passa a Rai 2, dove dal 29 luglio conduce Leggende rock, un programma televisivo che ripercorre, attraverso diverse puntate monografiche, la vita delle grandi stelle del rock internazionale, in onda in seconda serata. Nel 2014 debutta sul grande schermo nel film di Angelo Longoni, Maldamore, dove interpreta il ruolo di Tiziana, la segretaria di Luca Zingaretti. Nella stagione televisiva 2014/2015 entra nel cast di Mezzogiorno in famiglia, noto programma di Michele Guardì in onda su Rai 2, nel ruolo di inviata nei paesi protagonisti del programma dalle piazze dei comuni italiani, dove resta per quattro stagioni del programma, fino a giugno del 2018 quando si ritira per maternità. Nel 2015 esce la canzone da lei scritta e cantata dal titolo Se dimentico. Sempre nel 2015 viene trasmesso in diretta su Rai 2 la sua interpretazione dell'aria del musical The Phantom of the Opera.
Il 23 gennaio 2018 pubblica il suo primo libro Come non darla...vinta, edito da Imprimatur con distribuzione di Mondadori, sul trinomio Potere-Sesso-Libertà ai giorni nostri. Il libro viene presentato a La vita in diretta, dove Elena sarà ospite più volte nella stessa stagione televisiva. Sempre grazie al tema scottante del libro è ospite da Bruno Vespa a Porta a Porta. Il 23 giugno 2018 annuncia un ritiro momentaneo dalle scene per dedicarsi alla nascita del figlio Alberto Emanuele avvenuta a inizio dicembre dello stesso anno. Nel 2019 torna saltuariamente come ospite a Mezzogiorno in famiglia nelle vesti di cantante, interpretando i brani Memory, Con te partirò in coppia con il tenore Graziano Galatone e Grande amore.
Nel 2020 torna in televisione presentando vari programmi di Rai 2: dal 16 maggio al 2 luglio conduce insieme a Federico Coccia 4 zampe in famiglia, programma dedicato al mondo degli animali domestici, tutti i sabato nella fascia mattutina. Dal 10 settembre al 2 ottobre affianca Gianvito Casadonte insieme a Giulia Nannini nel programma Primo set; il programma è incentrato sulla ripartenza del cinema in onda in seconda serata. Il 26 dicembre presenta assieme a Massimo Massari il Concerto di Santo Stefano su Rai2 dal Teatro Rossini di Pesaro. 
Il 5 aprile 2021 conduce il Concerto di Pasqua su Rai2 dalla chiesa di Sant'Agostino a Benevento. 
Il 29 giugno conduce su Rai 2 in coppia con Pino Insegno il Gran galà de i tulipani di seta nera. 
Da ottobre 2021 è nel cast fisso di Citofonare Rai 2 con Paola Perego e Simona Ventura in onda la domenica sull'omonimo canale televisivo.
Nel 2022 prende parte a Tale e quale show di Rai 1 condotto da Carlo Conti dove si classifica quarta e prima nella classifica delle donne. Per questo accede al torneo dei campioni di Tale e Quale Show.
Nel 2023 torna come concorrente al Torneo dei Campioni di Tale e quale show interpretando Lara Fabian.

## Vita privata
Il 18 giugno 2016 si è sposata con l'imprenditore Luca Ghini; la coppia ha attualmente due figli, un maschio e una femmina

## Programmi televisivi
- La TV Ribelle (Rai Gulp, 2012-2013) inviata
- Gulp cinema (Rai Gulp, 2013)
- Leggende Rock (Rai 2, 2013)
- Mezzogiorno in famiglia (Rai 2, 2014-2018) inviata
- 4 zampe in famiglia (Rai 2, 2020)
- Primo set (Rai 2, 2020)
- Concerto di Santo Stefano (Rai 2, 2020)
- Concerto di Pasqua (Rai 2, 2021)
- Gran Galà dei Tulipani di Seta nera (Rai 2, 2021)
- Citofonare Rai 2 (Rai 2,  2021-2022) inviata
- Tale e quale show (Rai 1, 2022) concorrente
- Tale e quale show - Il torneo (Rai 1, 2022) concorrente
- Tale e quale show - Il Torneo (Rai 1, 2023) concorrente'
- Tale e quale show (Ra1, 2023) concorrente'

## Filmografia

### Cinema
- Maldamore, regia di Angelo Longoni (2014)

### Televisione
- Un matrimonio, regia di Pupi Avati – miniserie TV (2013)

## Discografia

### Singoli
- 2015 - Se dimentico
- 2016 - Inutilmente

### Videoclip
- 2011 - Scacco matto
- 2015 - Fra mille se
- 2015 - Se dimentico
- 2015 - The Phantom of the Opera

## Opere
- Come non darla... vinta, Imprimatur 2018, ISBN 9788827548561